# Dicranoptycha spinifera
Dicranoptycha spinifera är en tvåvingeart som beskrevs av Young 1987. Dicranoptycha spinifera ingår i släktet Dicranoptycha och familjen småharkrankar. Inga underarter finns listade i Catalogue of Life.